# Santos Luzardo
Santos Luzardo es un personaje ficticio de la novela Doña Bárbara creada por el escritor y expresidente venezolano Rómulo Gallegos. Nació en Altamira una hacienda cerca del Arauca apureño en Venezuela, por problemas familiares, abandona la hacienda junto con su madre yendo hacia Caracas. 
Representa la civilización, el progreso, el lado bueno que tiene un país y la justicia, es un hombre del llano civilizado por la ciudad, con gran profundidad psicológica y en esencia es buena persona y al mismo tiempo, abogado y doctor graduado de la Universidad Central de Venezuela.

## En Doña Bárbara
Descendiente del legendario don Evaristo Luzardo "el cunavichero", llanero quien varias generaciones antes fundó el hato Altamira en Apure. Santos Luzardo era hijo de don José Luzardo y doña Asunción de Luzardo. Su hermano mayor era Félix Luzardo, el primogénito de don José y doña Asunción. El abuelo de Santos Luzardo, don José de los Santos Luzardo fue el último propietario único del hato Altamira, quien por salvar la finca de la ruina de una partición numerosa, compró los derechos de sus condueños, a costa de una larga vida de trabajos y privaciones. A su muerte, sus hijos, don José Luzardo, el padre de Santos, y Panchita, esposa de don Sebastián Barquero optaron por la partición. Fue entonces cuando al antiguo fundo le sucedieron dos: uno propiedad de José, que conservó la denominación original, y el otro, que tomó la de La Barquereña, por el apellido de don Sebastián. Éste fue el punto en el que surgieron una serie de conflictos familiares que generaron gran enemistad y violencia.

### Viaje a Caracas
Era finales del siglo XIX, en tiempos de la guerra entre España y Estados Unidos, donde las noticias del desenlace llegaban desde Caracas. Félix Luzardo estaba a favor de los estadounidenses, mientras que José Luzardo estaba a favor de los españoles. Sucedió entonces que Félix y su padre José fueron protagonistas de un altercado por diferencia de opiniones acerca de la guerra. Félix ante esto, se retiró del lugar montado a caballo. Tiempo después, en una pelea de gallos Félix provocó a su padre, José por su parte no dudó en clavarle una lanza en el corazón, provocándole la muerte. José moriría poco después del altercado.
La madre de Santos, al vivir semejante tragedia, decide mudarse a Caracas para olvidar lo sucedido en la hacienda Altamira, dejándola en manos de mayordomos a lo largo del tiempo.

### Regreso a Altamira
Santos Luzardo siendo un joven abogado, regresa de Caracas a la hacienda Altamira, para recuperar su esplendor. Su vecina Doña Bárbara era la cacique de la hacienda llamada El Miedo antiguamente llamada La Barquereña. Doña Bárbara conseguía todo por el lado equivocado, disfrutaba enamorando hombres para después dejarlos sin nada. Esto lo hacía porque cuando era joven, su corazón había sido dañado, y era una especie de venganza. 
Uno de sus amantes era Lorenzo Barquero, con el cual tuvo una hija llamada Marisela. Al nacer la niña, Doña Bárbara los echó a los dos de El Miedo y la niña creció de una manera salvaje en el llano. Doña Bárbara se une con un americano llamado Míster Danger, hombre inescrupuloso que la ayudaba en los desmanes que realizaba. 
Luzardo, en su búsqueda de la justicia, conoce a Marisela y trata de educarla, al tiempo, se enamora de ella y es correspondido. Por esta razón, Doña Bárbara trató de interponerse, pero no lo logró. Cuando Doña Bárbara intentó matar a su hija porque estaba llena de celos, recordó a Asdrúbal su primer amor, y al verlos juntos, se retira del lugar, nunca más se sabe de ella. Antes de desaparecer, deja una carta en la que da como única heredera a su hija Marisela.